# Дворец культуры работников связи
Дворец культуры работников связи, ДК связи — бывший дворец культуры в центре Санкт-Петербурга по адресу Большая Морская улица, дом 58. Перестроен из немецкой реформатской церкви 1862—1865 годов, созданной под руководством архитекторов Гаральда Боссе и Давида Гримма.

## История

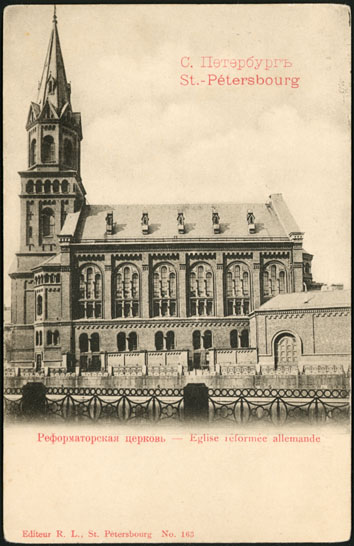
Немецкая реформатская кирха. Вид сбоку. Открытка 1900-х годов

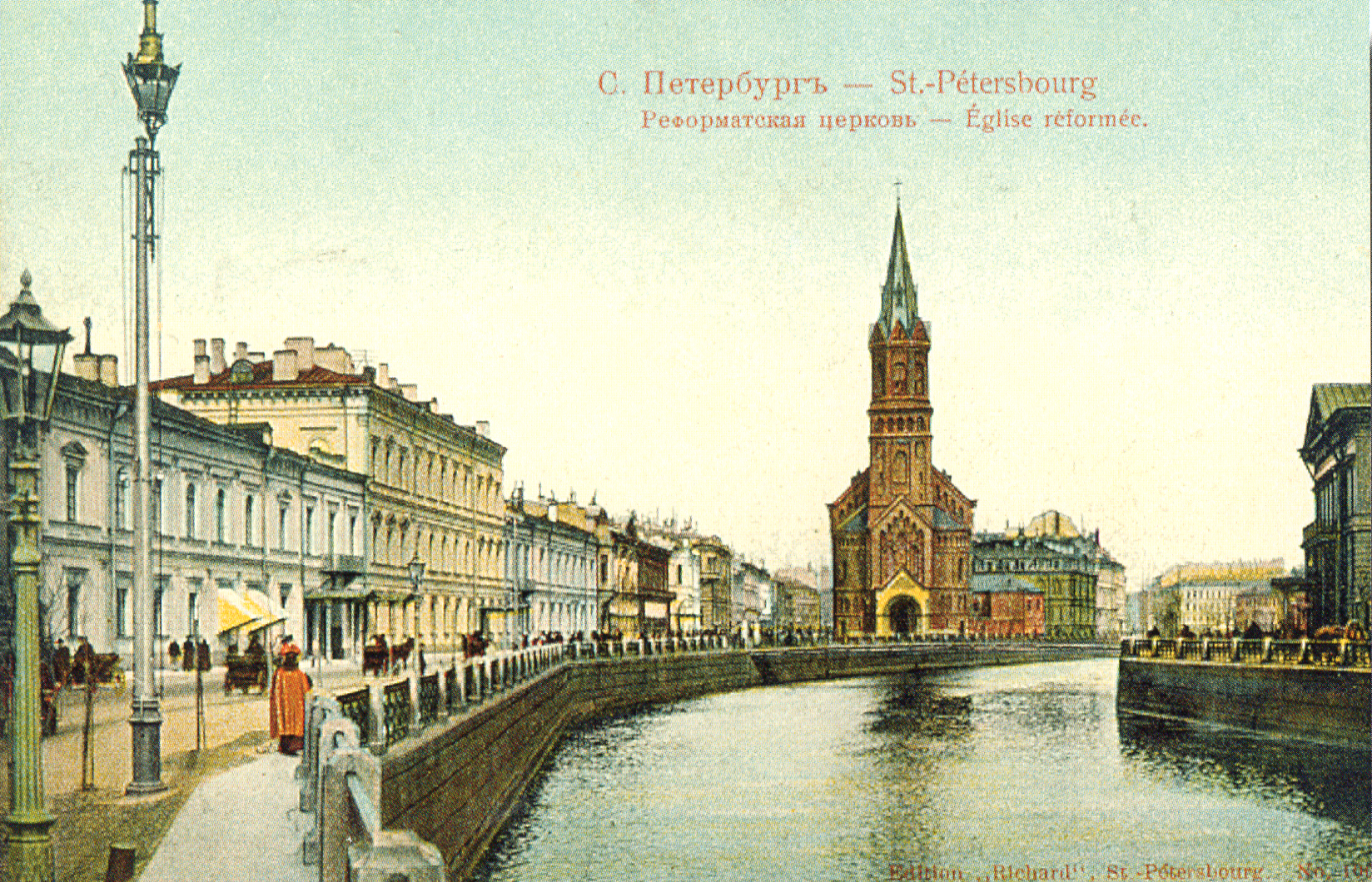
Почтовая карточка (открытка) с видом на здание немецкой реформатской церкви на набережной реки Мойки и Большой Морской улице со стороны башни вдоль реки Мойка с фотографии фотостудии Карла Буллы 1912-13.

### Церковь
До 1858 года немецкая реформатская община совершала службы в здании Французской реформатской церкви на Большой Конюшенной улице. Однако число немцев реформаторского исповедания возросло до 3000 человек, и вскоре возникла необходимость в строительстве отдельного храма. Главы общины обратились к властям города и в 1862 году на основании Высочайшего повеления немецкой реформатской общине был бесплатно предоставлен участок земли на пересечении Большой Морской улицы, набережной реки Мойки и Почтамтского переулка.
На этом месте по проекту архитектора Гаральда Боссе была построена Немецкая реформатская кирха на 1200 прихожан в смешанном романо-готическом стиле. Храм был заложен в сентябре 1862 года, в день празднования тысячелетия Руси. Руководил строительством архитектор Давид Гримм. Фасады были выполнены кирпичной кладкой высокого качества и оставлены неоштукатуренными, лишь отдельные элементы выделили белой краской. Особенно эффектно выглядела высокая башня-колокольня с «перспективным порталом, узкими окнами и высокими щипцами». Выразительный облик здания высоко оценили современники, в журнале «Зодчий» за 1873 год писали о её «простоте и грациозной пропорциональности частей, [представляющей] по выдержанности и благородству стиля одно из лучших наших художественных произведений».
Кирха была освящена 24 [5] ноября 1865 года. В здании на первом этаже размещалась школа и квартира пастора, на втором — сам храм с большими витражными окнами рижской мастерской Э. Байермана и органом. Одним из первых настоятелей был Герман Дальтн.
14 [26] декабря 1872 года в кирхе случился сильный пожар. Проект восстановления возглавил архитектор К. К. Рахау, работы заняли два года. Во время ремонта были заменены все внутренние перекрытия церкви, а потолки и колокольня подняты на более высокий уровень.

### Дворец культуры
В 1929 году кирха была закрыта, в ней разместили общежитие. В 1930-е годы здание было полностью перестроено в стиле конструктивизма для Дома культуры архитекторами П. М. Гринбергом и Г. С. Райцем, скульпторы С. В. Аверкиев, В. П. Николаев и Г. А. Шульц. Верхняя часть башни со шпилем была убрана, на фасады добавлены скульптурные композиции и балконы. Позже Дом культуры был переименован в Дворец культуры. Здесь располагался концертный зал, кинозал, библиотека, досуговые кружки. История ДК связи тесно связана со становлением ленинградской школы русского рока, на его сцене выступали и записывались «Аквариум», «Кино» и т. д.

## Судьба здания в постсоветское время
В постсоветское время здание продолжила использовать государственная почтовая служба, получившая название Почта России.
Здание ветшало и для предотвращения падения обломков штукатурки на прохожих было частично закрыто зелёной сеткой.  В 2016 году комитет государственной инспекции по охране памятников истории и культуры Санкт-Петербурга (КГИОП) подал в суд на почтовое ведомство с требованием провести реставрацию. Иск в суде был удовлетворен, но работы оказались так и не  проведены.
Были разные проекты  его дальнейшего использования и соответствующей реконструкции. На Петербургском международном экономическом форуме (ПМЭФ) 2019 года «Почта России» достигла соглашения с администрацией Санкт-Петербурга о создании арт-района «Почтовый квартал», в который помимо дворца культуры работников связи вошли бы городской Главпочтамт и здания дома-усадьбы Ломоносова. В этом проекте дворец культуры первоначально хотели превратить в площадку для концертов, а потом и в музей современного искусства. Весь проект оценивали в 6 млрд рублей. Однако идея так и не была реализована. В 2023 году «Почта России» расторгла договор с разработчиком концепции - фирмой «Кляйневельт архитектен».
В 2001 году здание было включено в перечень вновь выявленных объектов, представляющих историческую, научную, художественную или иную культурную ценность.
В декабре 2023 года здание было передано из федеральной собственности в собственность Санкт-Петербурга. 8 февраля 2024г. городскими властями Санкт-Петербурга было заявлено, что здание станет второй сценой театра «Санктъ-Петербургъ Опера». Она необходима театру из-за малой вместимости его основного помещения на Галерной улице и необходимости продолжения репетиций и спектаклей на время ремонта там. Городские власти отмечают, что здание имеет помещения, подходящие для камерных музыкальных мероприятий.

8 февраля, в неформальный День оперы, хочу поделиться приятной новостью.¶ Город передал в пользование Камерному музыкальному театру «Санктъ-Петербургъ Опера» выявленный объект культурного наследия «Дом культуры работников связи» для создания второй сцены. Объект площадью 4,5 тыс. кв.м. расположен на Большой Морской улице, 58. ¶ Государственный камерный музыкальный театр «Санктъ-Петербургъ Опера» создан в 1987 году и известен не только в России, но и за рубежом. Спектакли театра ежегодно становятся номинантами престижных российских премий. Основной сценической площадки, вмещающей не более 175 зрителей, сегодня уже не хватает.¶ Историческое здание на Большой Морской улице находится недалеко от основного здания театра. Площадь театрального зала, расположенного в здании, соответствует камерному репертуару. На втором и третьем этажах объекта культурного наследия расположена сценическая площадка, зрительный зал с галереей и балконом, в котором можно разместить более 300 посадочных мест.¶ Благодаря соответствию здания потребностям театра, его подготовку к эксплуатации в новом качестве, по мнению руководства театра, можно осуществить в достаточно короткий срок. Уверен, что появление второй площадки «Санктъ-Петербургъ Опера» станет знаковым культурным событием для жителей и гостей Санкт-Петербурга— Валерий Москаленко, вице-губернатор Санкт-Петербурга. // Персональная страница в Vk.com. 8 февраля 2024г.